# 어빙 펜
어빙 펜(Irving Penn, 1917년 6월 16일 ~ 2009년 10월 7일)은 미국의 인물 및 패션 사진가이다. 《보그》에서 일하며 경력을 쌓았으며, 제2차 세계 대전 당시에는 AFS에 자원해 영국 제8군을 지원하기 위한 구호 수송차를 운전하였다.